# Trần Chánh Thành
Trần Chánh Thành (9 tháng 7 năm 1917 – 3 tháng 5 năm 1975) là nhà ngoại giao và chính khách Việt Nam Cộng hòa, từng giữ chức Bộ trưởng tại Phủ Thủ tướng Quốc gia Việt Nam dưới thời Thủ tướng Ngô Đình Diệm từ năm 1954 cho đến năm 1955. Ông đóng vai trò quan trọng với tư cách là Tổng trưởng Bộ Thông tin, góp phần vào việc lật đổ Quốc trưởng Bảo Đại trong cuộc trưng cầu dân ý năm 1955. Sau khi thành lập Việt Nam Cộng hòa, ông vẫn tiếp tục phục vụ trong chính phủ đầu tiên của Tổng thống Ngô Đình Diệm trên cương vị là Bộ trưởng Bộ Thông tin và Tổng trưởng Bộ Ngoại giao dưới thời nội các Trần Văn Hương.
Trong lịch sử Việt Nam, hiếm có nhân vật chính trị nào được giao nhiệm vụ liên tiếp qua nhiều thời kỳ, trải qua nhiều chế độ có khi lập trường mâu thuẫn, đối nghịch nhau. Như trường hợp Trần Chánh Thành được giao phó những trọng trách dưới thời Pháp thuộc, thời Nhật đảo chính Pháp, thời toàn quốc kháng chiến chống Pháp trở lại Việt Nam, thời Quốc gia Việt Nam của Cựu hoàng Bảo Đại và thời Việt Nam Cộng hòa với hai giai đoạn Đệ Nhất Cộng hòa của Tổng thống Ngô Đình Diệm và Đệ Nhị Cộng hòa của Tổng thống Nguyễn Văn Thiệu.

## Thân thế và học vấn
Trần Chánh Thành chào đời tại Hà Nội, Bắc Kỳ, Liên bang Đông Dương,:657 và lớn lên ở miền Trung Việt Nam tại Huế, con trai của quan Hồng lô Tự khanh Trần Đức, giữ nhiệm vụ Bí thư của Khâm sứ Pháp ở Trung Kỳ, đồng thời làm thông ngôn bên cạnh vua Khải Định. Do cha làm việc ở triều đình nên lúc đó ông theo học xong bậc Trung học ở Huế, sau đó trở ra Hà Nội nhập học Viện Đại học Đông Dương và tốt nghiệp Cử nhân Luật. Dưới thời Pháp thuộc, ông đã đỗ đầu kỳ thi ngạch Tri huyện Tư pháp cho toàn cõi Bắc và Trung Kỳ, rồi được bổ làm Chưởng lý các tòa án ở Trung Kỳ.

## Sự nghiệp chính trị

### Kháng chiến chống Pháp (1945–1952)
Tháng 4 năm 1945, chính phủ Trần Trọng Kim thân Nhật được thành lập ở Huế, ông được cử làm Chánh văn phòng Bộ Tư Pháp, dưới quyền Bộ trưởng Bộ Tư pháp Trịnh Đình Thảo.  Tháng 8 năm 1945, sau Cách mạng tháng Tám, ông được Việt Minh mời ra Hà Nội giữ chức vụ Giám đốc Tư pháp Liên khu 3 và sau đó làm Giám đốc Kinh tế Liên khu 3. Tháng 12 năm 1946, kháng chiến toàn quốc bùng nổ, ông đi theo hàng ngũ kháng chiến được gần 5 năm thì mới biết Việt Minh là cộng sản, nên ông cáo bệnh từ chức, trở về Nghệ An thuộc Liên khu 4, trú ngụ tại nhà ông Cao Xuân Vỹ để tìm cách ra vùng quốc gia. Vài tháng sau khi đến Hà Nội, ông vào Sài Gòn hành nghề luật sư trong văn phòng của Luật sư Trương Đình Dzu.

### Quốc gia Việt Nam (1952–1955)
Tháng 10 năm 1952, Ngô Đình Nhu chủ trương tạp chí Xã Hội, ông và người em chú bác tên là Mạc Kinh trở thành cộng tác viên với tờ tạp chí này và từ đó ông có mối giao tình với ông Nhu. Mối giao tình này đánh dấu một khúc rẽ quan trọng trong cuộc đời chính trị của ông. Giữa năm 1954, Ngô Đình Diệm về nước nhậm chức Thủ tướng Chính phủ Quốc gia Việt Nam. Ông được Ngô Đình Diệm tin dùng và bổ nhiệm vào chức vụ Bộ trưởng tại Phủ Thủ tướng vào tháng 7 năm 1954. Tháng 5 năm 1955, ông trở thành thành Tổng trưởng Bộ Thông tin của Chính phủ Quốc gia Việt Nam do Thủ tướng Ngô Đình Diệm đứng đầu, Quốc trưởng Bảo Đại lãnh đạo.

### Đệ Nhất Cộng hòa (1955–1963)
Từ khi làm Tổng trưởng Bộ Thông tin của chính phủ Quốc gia Việt Nam, sau đó chuyển thành Bộ trưởng Bộ Thông tin và Tâm lý chiến của chính phủ Việt Nam Cộng hòa, ông đã trở thành một khuôn mặt chính trị nổi bật dưới thời Đệ Nhất Cộng hòa để phát động và thực hiện quốc sách "bài phong, đả thực, diệt cộng" ở miền Nam lúc này. Ông đứng đầu Bộ Thông tin và Thanh niên kiêm nhiệm chức vụ Chủ tịch Hội đồng Liên Bộ tố Cộng gồm các Bộ Thông tin, Tư pháp, Quốc phòng và Nội vụ. Ngoài chức vụ Bộ trưởng Bộ Thông tin và Thanh niên, ông còn là Dân biểu Quốc hội Lập hiến, thành viên Ủy ban soạn thảo Hiến Pháp khai sinh nền Đệ Nhất Cộng hòa; được giao quyền lãnh đạo Phong trào Cách mạng Quốc gia trên cương vị Chủ tịch Liên đoàn Công chức Cách mạng Quốc gia.
Hai anh em Diệm và Nhu còn giao cho ông nhiệm vụ sử dụng các phương tiện truyền thông hòng ngụy tạo tờ rơi tuyên truyền nhằm gầy dựng sự ủng hộ giúp lật đổ Quốc trưởng Bảo Đại trong cuộc trưng cầu dân ý năm 1955 và phản đối Cộng sản. Sau khi phế truất Bảo Đại, Diệm tuyên bố thành lập Việt Nam Cộng hòa vào ngày 26 tháng 10 năm 1955 và tự xưng là Tổng thống. Đích thân Tổng thống Diệm mời Trần Chánh Thành tiếp tục giữ chức Bộ trưởng Bộ Thông tin mà ông đảm đương cho đến tận năm 1962 thì đổi sang làm đại sứ tại Tunisie, Bắc Phi. Mặc dù ông được Tổng thống Diệm rất mực tin dùng song đâu đó vẫn có dư luận nghi kỵ rằng: "Ông Thành là cộng sản cao cấp mai phục trong chính quyền quốc gia".
Cuối năm 1960, trước sự bành trướng đáng ngại của nạn du đãng cướp bóc, Tổng thống Diệm đã cho thành lập một Hội đồng Liên bộ để giải quyết tệ trạng này. Hội đồng Liên bộ này bao gồm Lê Quang Trình thuộc Bộ Giáo dục, Huỳnh Hữu Nghĩa thuộc Bộ Lao động, Trần Chánh Thành thuộc Bộ Thông tin, Nguyễn Văn Sĩ thuộc Bộ Tư pháp, Trần Trung Dung thuộc Bộ Quốc phòng và ba cơ quan an ninh là tướng Nguyễn Văn Là bên Cảnh sát Công an, Lê Nguyên Phu bên Hiến binh và Đỗ Mậu bên An ninh Quân đội dưới sự điều hợp của Bộ trưởng Nội vụ Lâm Lễ Trinh. Nhiều ý kiến được đưa ra thảo luận và cuối cùng Hội đồng Liên bộ đi đến kết quả sử dụng những biện pháp mạnh như lùng bắt và nhốt những thanh niên du đãng vào các lao xá nhưng không truy tố họ ra trước tòa. Trong buổi họp liên bộ đó, chính Trần Chánh Thành đã có một lời phát biểu lạ lùng. Trong phần phân tích các nguyên nhân, ông cho rằng sở dĩ có nạn thanh niên du đãng là lỗi tại chính quyền, lỗi tại người lớn, nếu người lớn gương mẫu thì thanh niên sẽ noi theo.

### Quân nhân cầm quyền (1963–1967)
Ngày 1 tháng 11 năm 1963, tướng Dương Văn Minh phát động cuộc đảo chính lật đổ và sát hại Ngô Đình Diệm. Ngày 18 tháng 12 năm 1963, ông được Thủ tướng Chính phủ lâm thời Nguyễn Ngọc Thơ giao nhiệm vụ cầm đầu phái đoàn đi sang Phnôm Pênh tiếp xúc thiện chí với Quốc vương Sihanouk của Campuchia. Trong những năm chính trường miền Nam rối ren khi quân đội lên cầm quyền, ông lui về sống ẩn dật, kiên quyết từ chối mọi lời mời tham chính từ phe quân nhân.

### Đệ Nhị Cộng hòa (1967–1975)
Khi Hiến pháp ngày 1 tháng 4 năm 1967 được ban hành, nền Đệ Nhị Cộng hòa ra đời. Ngày 3 tháng 9 năm 1967, miền Nam Việt Nam tổ chức cuộc bầu cử Thượng nghị viện. Thượng nghị viện gồm 60 thượng nghị sĩ, bầu theo liên danh (mỗi liên danh gồm 10 người). Ông ra ứng cử trong Liên danh "Đoàn kết để Tiến bộ" với dấu hiệu Con Voi Trắng (Bạch Tượng) do Trần Văn Lắm làm Thụ ủy Liên danh. Liên danh Bạch Tượng đắc cử với 550.157 phiếu.
Sau Tết Mậu Thân năm 1968, Thủ tướng Trần Văn Hương thành lập chính phủ mới thay thế chính phủ của Luật sư Nguyễn Văn Lộc. Đây là giai đoạn hòa đàm Paris khởi sự, sắp bước sang giai đoạn công khai. Tổng thống Nguyễn Văn Thiệu đã mời ông giữ chức vụ Tổng trưởng Bộ Ngoại giao. Khi chính phủ Trần Thiện Khiêm trình diện nội các mới vào ngày 1 tháng 9 năm 1969 thì chức vụ Ngoại trưởng được chuyển sang cho Thượng nghị sĩ Trần Văn Lắm. Sau đó, ông quyết định rút lui khỏi chính trường trở về tham gia giảng dạy tại Khoa Luật Viện Đại học Sài Gòn và Trường École des Dessins cho đến khi Sài Gòn thất thủ.

### Sài Gòn thất thủ và cái chết
Sáng ngày 30 tháng 4 năm 1975, ông và gia đình được người Pháp hứa sẽ sơ tán thế nhưng việc sơ tán gặp thất bại vì tình hình đã quá muộn khi Quân đội Nhân dân Việt Nam và Quân Giải phóng miền Nam Việt Nam đang tiến vào Sài Gòn. Khi Tổng thống Dương Văn Minh ra lệnh cho Quân lực Việt Nam Cộng hòa buông súng, ông vào bệnh viện Grall của Pháp lánh mặt. Ngày hôm sau, bệnh viện yêu cầu ông rời khỏi nơi này, ông được nhà báo Mạc Kinh đón về nhà. Trên đường Duy Tân, cả hai cùng trút hết nỗi niềm tâm sự trước khi chia tay. Ba ngày sau, Mạc Kinh đến nơi ông cư trú thì được hung tin ông tự sát tại phòng riêng bằng cách uống thuốc ngủ quá liều.

## Đời tư
Trần Chánh Thành đã kết hôn và có bốn người con.

## Tác phẩm
- Le Statut Politique des Hauts Plateaux, 1942
- Les Juridictions mandarinales, 1943
- Kỹ Thuật Thông Tin, 1957
- Les Problemes de l'Information dans les pays sous-developpes, 1962
- Mở Mang Quốc Gia Chậm Tiến
- Xây Dựng Dân Chủ Trong Hoàn Cảnh Chiến Tranh Và Chậm Tiến
- Các Mục Tiêu Đối Ngoại Căn Bản Của Việt Nam Cộng Hòa[6]